# Унгер, Эрих
Эрих Унгер (нем. Erich Unger; 1887—1950) — еврейский философ, автор статей и книг на немецком языке. Работы Унгера посвящены поэзии, философии Ницше, политической теории, философии, еврейской философии.

## Биография
Родился в Берлине в 1887 году. С ранних лет интересовался новыми идеями и участвовал в интеллектуальных дискуссиях. Учился в школе в Лихтерфельде, богатом районе Берлина, где проживали прусские дворяне и военные. В гимназии Фридриха Унгер познакомился с Оскаром Гольдбергом, который руководил литературным клубом.  Молодой Унгер стал одним из основателей  движения литературного экспрессионизма в Германии. Его журнальные статьи тех лет часто бывали востребованы.
Первую мировую войну застал в Швейцарии, в то время среди его новых друзей был Вальтер Беньямин, который, восхищаясь творчеством Унгера, искал возможности для совместной литературной деятельности. В 1920-х годах Унгер создал клуб для группы молодых известных интеллектуалов, которые обсуждали свои идеи в области науки, политики и философии. Группа быстро стала одним из центров берлинской интеллигенции того времени.
Приход Гитлера к власти положил конец перспективной академической карьере, и Унгер с семьей эмигрировал в 1933 году в Париж, а затем, в 1936 году, в Лондон, где прожил до своей смерти в 1950 году.

## Основные идеи
По мнению Унгера, основным инструментом в любом философском исследовании является «воображение разума» или систематическое воображение в философии, которое позволяет познавать мир бытия, реальность за рамками опыта. Унгер писал: «Материя мира как целое не является эмпирическим объектом, хотя без сомнения реальна» («Живое и Божественное», глава 1). В этом эссе Унгер утверждал, что воображение разума необходимо для понимания реальности и таких понятий, как бытие или сознание. Примером может служить астрономия, которая изучает звезды, имея лишь неполный непосредственный опыт. Астрономы дополняют свой опыт с помощью воображения разума, чтобы достигнуть того, что выходит за пределы непосредственного опыта.
«Воображение разума» использовалось Унгером для анализа функции мифа в религии (ранняя работа «Реальность, миф и познание»). В позднем эссе ««Естественный порядок чудес», опубликованном в английском журнале «The Journal of Jewish Thought and Philosophy», Унгер различал подлинный и поэтический миф. Подлинный миф относится к таким явлениям, как религия, наука, политика, повседневная жизнь в обществе, миф распространяет понятия порядка и понимание естественного опыта. Этот миф является, по Унгеру, источником рационального аспекта. Поэтический миф является либо чистым искусством либо наполовину религией, наполовину искусством.
Взгляды Унгера на иудаизм затрагивали широкий спектр вопросов. Философ с сожалением отмечал постепенное низведение еврейской культуры до «простой религии» и считал, что  возрождение иудаизма возможно, если он будет вновь вдохновлять общество и служить его опорой. Унгер, однако, не утверждал существование «еврейской» науки или «еврейской» техники. Иудаизм может иметь мировоззренческие позиции в таких областях, как философия, социология или политика; в таких вопросах, как бессмертие или специфическая еврейская этика в политических вопросах.